# 紀元前736年
紀元前736年（きげんぜん736ねん）は、西暦（ローマ暦）による年。紀元前1世紀の共和政ローマ末期以降の古代ローマにおいては、ローマ建国紀元18年として知られていた。紀年法として西暦（キリスト紀元）がヨーロッパで広く普及した中世時代初期以降、この年は紀元前736年と表記されるのが一般的となった。

## 他の紀年法
- 干支 : 乙巳
- 中国
  - 周 - 平王35年
  - 魯 - 恵公33年
  - 斉 - 荘公贖59年
  - 晋 - 孝侯4年
  - 秦 - 文公30年
  - 楚 - 武王5年
  - 宋 - 宣公12年
  - 衛 - 荘公揚22年
  - 陳 - 桓公9年
  - 蔡 - 宣侯14年
  - 曹 - 桓公21年
  - 鄭 - 荘公8年
  - 燕 - 鄭侯29年
- 朝鮮
  - 檀紀1598年
- ユダヤ暦 : 3025年 - 3026年